# Platyderides klapperichi
Platyderides klapperichi är en skalbaggsart som beskrevs av Vladimir Balthasar 1942. Platyderides klapperichi ingår i släktet Platyderides och familjen Aphodiidae. Inga underarter finns listade i Catalogue of Life.